# Denkmal für die Gefallenen des Ersten Weltkriegs (Zillhausen)

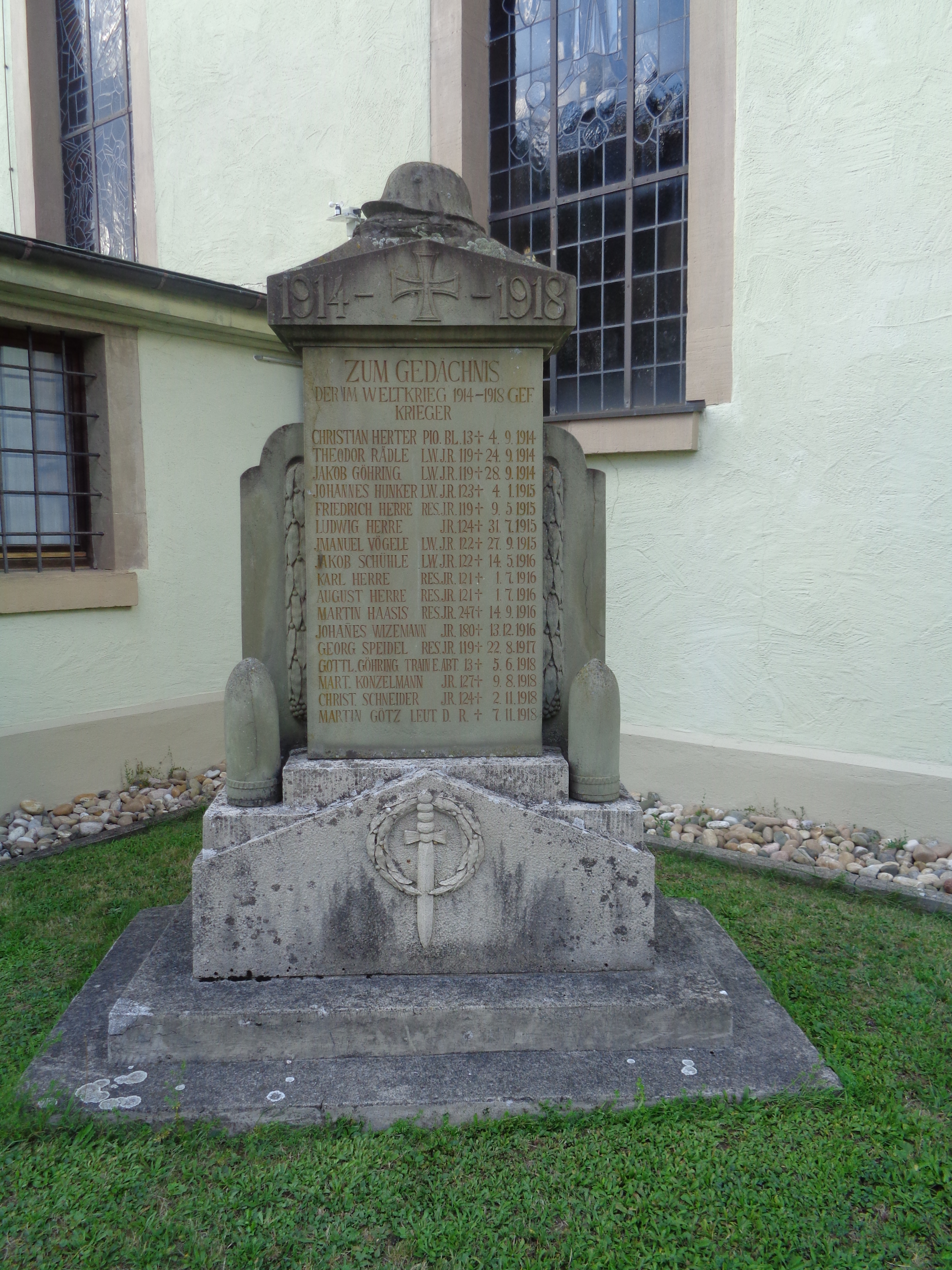
Denkmal für die Gefallenen des Ersten Weltkriegs in Zillhausen

Das Denkmal für die Gefallenen des Ersten Weltkriegs in Zillhausen, einem Ortsteil der Stadt Balingen im baden-württembergischen Zollernalbkreis, wurde nach dem Ersten Weltkrieg errichtet. Das Kriegerdenkmal vor der evangelischen Kirche, bei der Hochholzstraße 14, ist ein geschütztes Kulturdenkmal.
Auf dem Denkmal sind oben ein Stahlhelm und seitlich davon je eine Granate aus Stein dargestellt. Auf der Steintafel sind die 17 Namen der gefallenen Soldaten aus Zillhausen aufgeführt.  
Das Denkmal wurde vom Zillhauser Bildhauer Martin Göhring erschaffen und von dem Zillhauser Möbelfabrikanten Gottlieb Herre (1881–1959) gestiftet.